# Shelve
Shelve är en by i civil parish Worthen with Shelve, i distriktet Shropshire, i grevskapet Shropshire, i England. Byn är belägen 20 km från Shrewsbury. Shelve var en civil parish fram till 1987 när blev den en del av Worthen with Shelve. Civil parish hade 102 invånare år 1961.